# BENTROOT
BENTROOTは1995年7月にボーカルのYU・ギターのIWAMATSUで結成された音楽ユニット。
都内ライブハウスでの活動のほか、1996年には1ヶ月間のオーストラリア・ツアーを敢行。
現地ではライブ活動にとどまらず、V.A.(BRISBANE CALLING)にも参加。帰国後はSOBUTやFULL SCRATCH、WRONG SCALE等を輩出したUKプロジェクト傘下のレーベルAaron fieldに所属。「FARM」（オムニバス）、「FACE UP」（カップリング）「Better Than All The Rest」（アルバム）など勢力的に活動を続けていたが2002年に休止状態となる。